# 마쓰가사키역 (교토부)
마쓰가사키역(일본어: 松ヶ崎駅, まつがさきえき)은 일본 교토부 교토시 사쿄구에 있는 교토 시영 지하철 가라스마 선의 역이다. 역 번호는 K02이다.

## 역 구조
역은 기타야마도리의 아래에 있고, 지하 1층에 개찰구 1곳과 대합실이 있고, 지하 2층에 섬식 승강장 1면 2선의 지하역. 지하 1층과 지하 2층은 엘리베이터와 에스컬레이터 각각 1대와 계단 2곳에서 연결된다. 출입구는 총 2곳 있다, 1번 출입구가 동쪽, 기타야마도리 남쪽 보도 위에, 2번 출입구가 서쪽, 기타야마도리 북쪽 보도 위에 연결된다. 1번 출입구에는 상행 에스컬레이터가 2번 출입구에는 엘리베이터가 있다. 2번 출입구에는 교토 시에서 운영하는 주차장이 병설되었다.

### 승강장
| 1 | ○ 가라스마 선 | 가라스마오이케・시조・교토・다케다・긴테쓰나라 방면 |
| 2 | ○ 가라스마 선 | 고쿠사이카이칸 방면                                 |

## 역 주변
다카노 강을 끼고 동쪽으로 800m거리에 에이잔 전철(에이잔) 에이잔 본선의 슈가쿠인 역이 있다.
마쓰가사키는 헤이안쿄 천도 직후부터 벼 농사가 열린 기록이 있으며 겐지 모노가타리의 유기리의 첩에도 "마쓰가사키"의 이름이 명시되고 있다. 농사를 중심으로 보리, 유채를 그루갈이로 만드는 풍부한 토지였지만 "마쓰가사키 정법"이라고 불리는 지역의 규정에 따르고 풍요로움을 유지하기 위해서 분가가 엄격히 금지되었으며, 에도 시대를 통해서 거의 인구가 변화하지 않았다. 1922년에는 가미교 구 고야마카미 후사 마을에서 구라마에 이르는 노선의 지선으로 가미교 구 시바타케하쓰네 마을에서 분기하고 마쓰가사키 마을을 지나 니켄챠야에 이르는 노선이 교토 전등 관계자에 의하여 신청됐었지만 인가 이전에 야마바나를 기점으로 하여 니켄챠야를 지향하도록 변경되었다. 다이쇼 시대 말기에서 마쓰가사키 지구의 남쪽에는 서서히 택지화가 진행되고 1985년의 기타야마도리, 1997년에 마쓰가사키 역이 개통에 의한 상가 아파트 등이 많아졌다.
- 묘엔지
- 사쿄 구 종합 청사
- 교토 공예섬유대학
- 교토 시립 마쓰가사키 초등학교
- 교토 노트르담 여자 대학
  - 노트르담 가쿠엔 초등학교
- 호타루가이케 공원
  - 교토 시 호타루가이케 공원 운동 시설 구기장

## 역사
- 1997년 6월 3일: 영업 개시.
- 2007년 4월 1일: PiTaPa 공용 개시.

## 사진

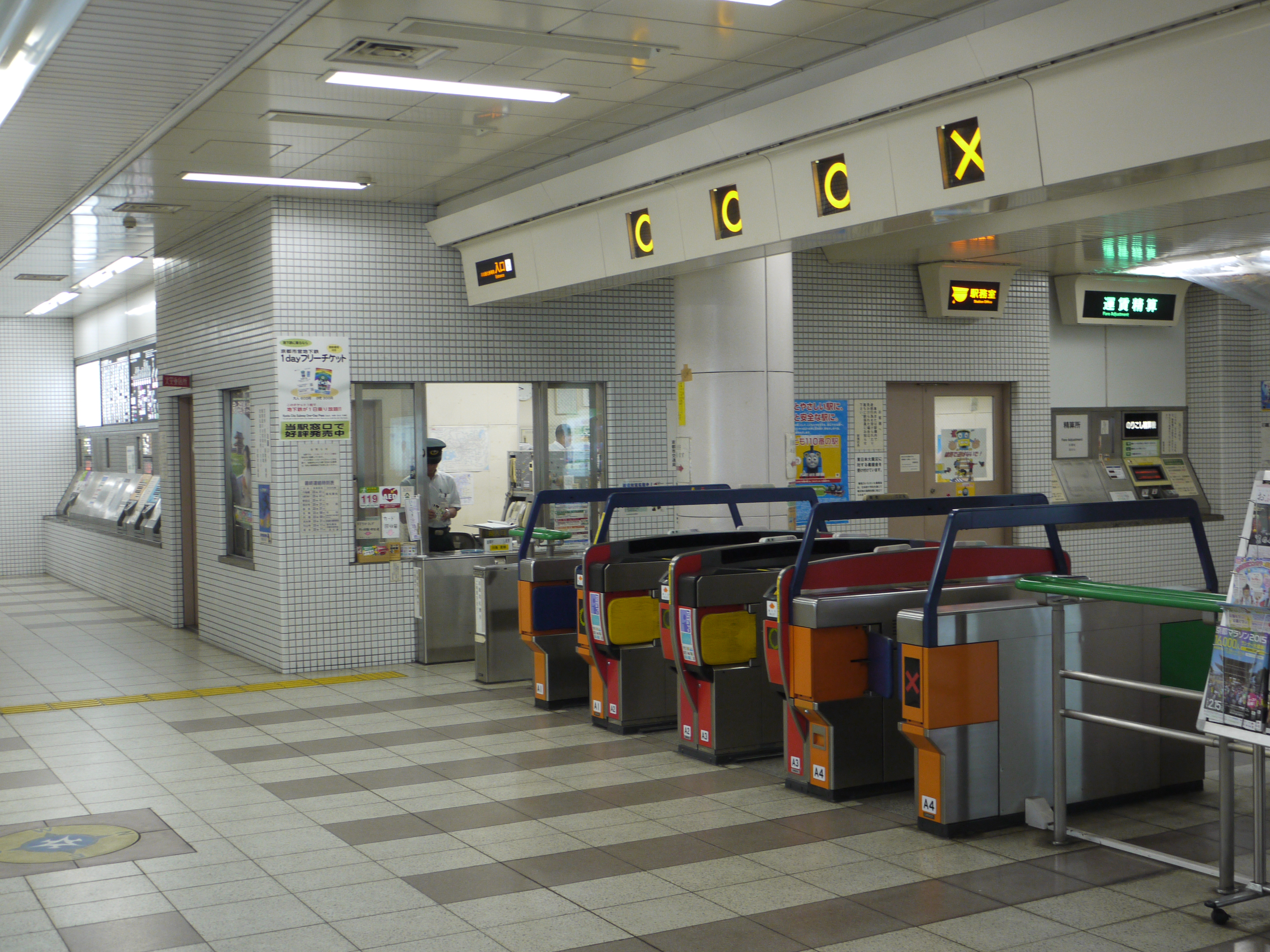
개찰구
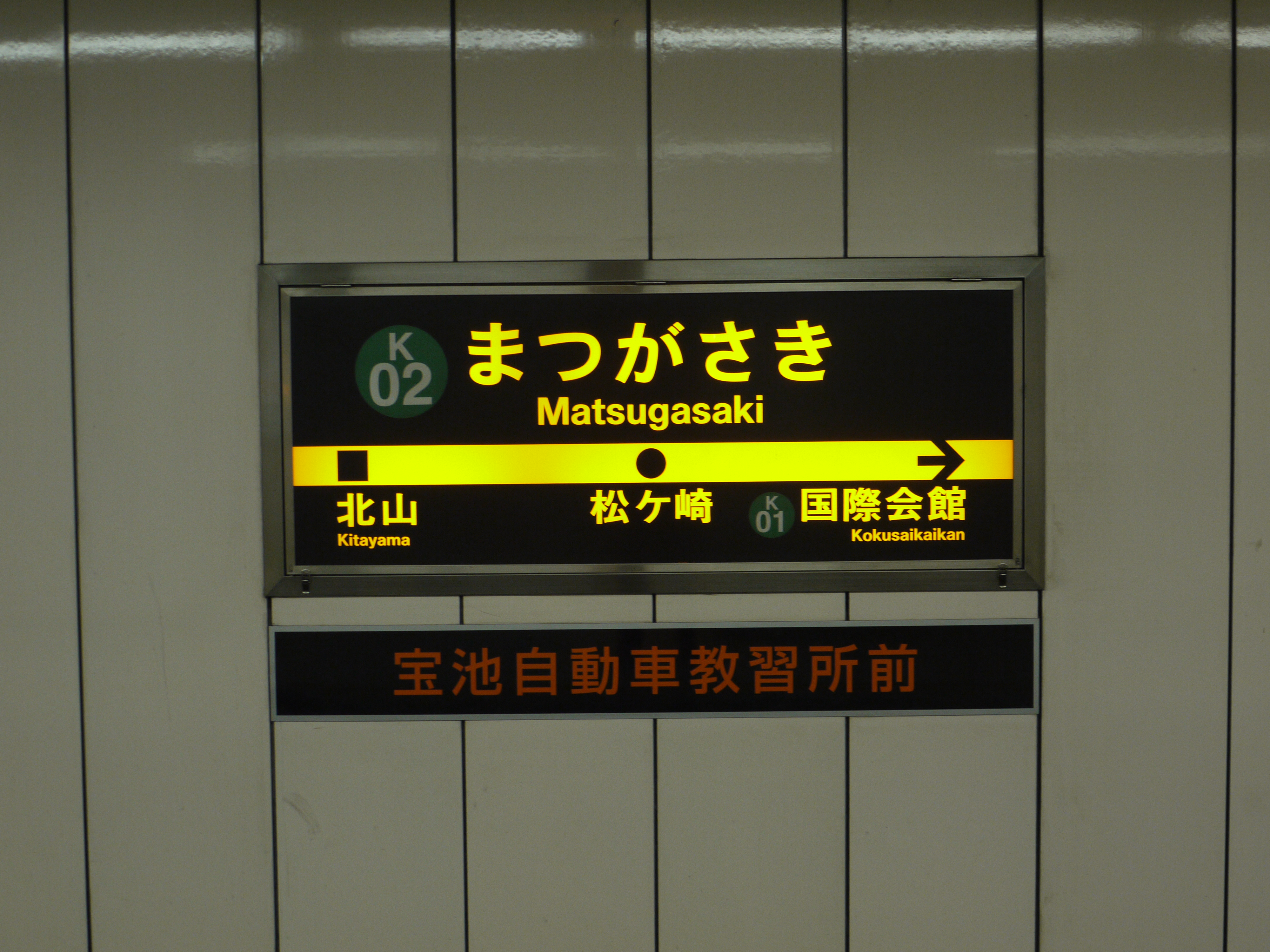
역명판